# بروندیو
بروندیو (به ایتالیایی: Brondello) یک کومونه در ایتالیا است که در استان کونیو واقع شده‌است.

## خصوصیات
بروندیو ۹٫۹ کیلومترمربع مساحت و ۳۴۹ نفر جمعیت دارد.